# Saint-Ambroix (Cher)
Saint-Ambroix és un municipi francès, situat al departament de Cher i a la regió de Centre – Vall del Loira. L'any 2007 tenia 388 habitants.

## Demografia

### Població
El 2007 la població de fet de Saint-Ambroix era de 388 persones. Hi havia 152 famílies, de les quals 46 eren unipersonals (19 homes vivint sols i 27 dones vivint soles), 43 parelles sense fills, 51 parelles amb fills i 12 famílies monoparentals amb fills.
La població ha evolucionat segons el següent gràfic:
Habitants censats

### Habitatges
El 2007 hi havia 215 habitatges, 165 eren l'habitatge principal de la família, 35 eren segones residències i 15 estaven desocupats. 209 eren cases i 4 eren apartaments. Dels 165 habitatges principals, 135 estaven ocupats pels seus propietaris, 23 estaven llogats i ocupats pels llogaters i 7 estaven cedits a títol gratuït; 8 tenien dues cambres, 26 en tenien tres, 50 en tenien quatre i 82 en tenien cinc o més. 144 habitatges disposaven pel capbaix d'una plaça de pàrquing. A 77 habitatges hi havia un automòbil i a 72 n'hi havia dos o més.

### Piràmide de població
La piràmide de població per edats i sexe el 2009 era:
| Homes | Edats   | Dones |
| ----- | ------- | ----- |
| 0     | 95 o +  | 0     |
| 0     | 90 a 94 | 0     |
| 4     | 85 a 89 | 8     |
| 8     | 80 a 84 | 0     |
| 16    | 75 a 79 | 12    |
| 8     | 70 a 74 | 4     |
| 12    | 65 a 69 | 16    |
| 8     | 60 a 64 | 12    |
| 20    | 55 a 59 | 16    |
| 20    | 50 a 54 | 16    |
| 12    | 45 a 49 | 8     |
| 8     | 40 a 44 | 8     |
| 12    | 35 a 39 | 4     |
| 12    | 30 a 34 | 20    |
| 8     | 25 a 29 | 12    |
| 20    | 20 a 24 | 16    |
| 0     | 15 a 19 | 8     |
| 4     | 10 a 14 | 8     |
| 8     | 5 a 9   | 20    |
| 8     | 0 a 4   | 4     |

## Economia
El 2007 la població en edat de treballar era de 232 persones, 177 eren actives i 55 eren inactives. De les 177 persones actives 164 estaven ocupades (88 homes i 76 dones) i 13 estaven aturades (4 homes i 9 dones). De les 55 persones inactives 32 estaven jubilades, 13 estaven estudiant i 10 estaven classificades com a «altres inactius».

### Ingressos
El 2009 a Saint-Ambroix hi havia 171 unitats fiscals que integraven 398 persones, la mediana anual d'ingressos fiscals per persona era de 18.218 €.

### Activitats econòmiques
Dels 3 establiments que hi havia el 2007, 2 eren d'empreses de construcció i 1 d'una empresa de serveis.
L'únic servei als particulars que hi havia el 2009 era un paleta.
L'any 2000 a Saint-Ambroix hi havia 25 explotacions agrícoles que ocupaven un total de 3.927 hectàrees.

## Equipaments sanitaris i escolars
El 2009 hi havia una escola elemental integrada dins d'un grup escolar amb les comunes properes formant una escola dispersa.

## Poblacions més properes
El següent diagrama mostra les poblacions més properes.